# Concerto Suite for Electric Guitar and Orchestra
Concerto Suite for Electric Guitar and Orchestra (alternativt Concerto Suite for Electric Guitar and Orchestra In E Flat minor Op. 1), är ett album från 1998 av Yngwie J. Malmsteen som släpptes på skivbolaget Spitfire Records. Den utgör Malmsteens första klassiska konsertsvit för orkester med elektrisk gitarr som soloinstrument. Malmsteen komponerade all musik, men den orkestrerades av David Rosenthal. Musiken dirigerades av Yoel Levi och spelades in tillsammans med Tjeckiska filharmonin.
Konsertsviten har också framförts live i Japan med New Japan Philharmonic .

## Låtlista
Alla låtar är skrivna och komponerade av Yngwie Malmsteen. 
| Nr  | Titel                | Längd |
| --- | -------------------- | ----- |
| 1.  | Icarus Dream Fanfare | 5:15  |
| 2.  | Cavallino Rampante   | 3:58  |
| 3.  | Fugue                | 3:38  |
| 4.  | Prelude to April     | 2:43  |
| 5.  | Toccata              | 3:58  |
| 6.  | Andante              | 4:19  |
| 7.  | Sarabande            | 3:22  |
| 8.  | Allegro              | 1:30  |
| 9.  | Adagio               | 3:09  |
| 10. | Vivace               | 4:50  |
| 11. | Presto Vivace        | 3:39  |
| 12. | Finale               | 1:50  |